# Yamil Lima
Yamil Andrés Lima Mora (Neiva, 19 de abril de 1988) es un programador, emprendedor tecnológico, abogado y político colombiano. Actualmente es dirigente departamental del partido Alianza Verde (Colombia) en el Huila.

## Reseña biográfica
Yamil Lima nació en Neiva, Huila el 19 de abril de 1988. Fue ternado para alcalde encargado del municipio de Palermo (Huila) por el partido Alianza Verde (Colombia) en el 2015 y asesoró la Secretaría de Planeación del mismo municipio. Ha sido asesor de la Dirección de Justicia adscrita a la Secretaría de Gobierno de la Alcaldía de Neiva y de la Secretaría de Infraestructura y Minas de la Gobernación de Nariño (Colombia).
Es abogado egresado de la Universidad Surcolombiana (2012), donde obtuvo el mejor resultado de su promoción y programa en las pruebas de estado ECAES para la evaluación de la calidad de la educación superior. Es especialista en Derecho Administrativo y Constitucional de la Universidad Católica de Colombia (2013).
Terminó sus estudios de secundaria en el Colegio Colombo Inglés del Huila obteniendo el mejor puntaje de la institución en las pruebas de estado ICFES para el ingreso a la educación superior y uno de los veinte mejores puntajes del departamento del Huila en el 2005.
En septiembre de 2018 apoyó, como directivo departamental de Alianza Verde (Colombia), la decisión de investigar y sancionar al diputado y al concejal de su propio partido, por parte de la Comisión Nacional de Ética de esa colectividad; al estar involucrados en el escándalo de corrupción para la elección de Personera y Contralor de Neiva, en hechos por los que aún se encuentran procesados penalmente.
Yamil Lima se opuso públicamente en el 2018 al proyecto de reforma política que pretendía implementar la ampliación de periodos de forma inmediata y automática para los gobernadores, alcaldes, diputados y concejales que se encontraban ejerciendo sus cargos y las listas cerradas obligatorias a partir de las elecciones locales y departamentales de 2019. Proyecto que finalmente no fue aprobado por el Congreso de la República de Colombia.
Su tendencia política es la liderada por el exsenador, ex-precandidato presidencial y actual Gobernador de Nariño, Camilo Romero, a quien representa en el Huila.
En julio de 2019 brindó su respaldo público a la decisión de excluir al diputado Óscar Urueña de la Dirección Departamental del partido Alianza Verde en el Huila, por estar implicado en el proceso penal por corrupción en la elección de personera y contralor de Neiva en 2016.